# Pioneer (Ohio)
Pour les articles homonymes, voir Pioneer.
Pioneer est un village américain situé dans le comté de Williams, dans l'Ohio. Selon le recensement de 2010, sa population est de 1 380 habitants.